# 25432 Josepherli
25432 Josepherli este o planetă minoră (asteroid) din centura de asteroizi. A fost descoperită pe 5 noiembrie 1999 la Experimental Test Site⁠(d) de Lincoln Near-Earth Asteroid Research. 
Obiectul prezintă o orbită caracterizată de o semiaxă mare de 2,3299699 UAi, o excentricitate de 0,08, o înclinație de 6,74642 ° în raport cu ecliptica.